# Rudolf Koenig

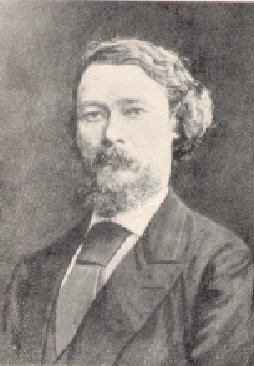
Rudolf Koenig

Karl Rudolph Koenig (Königsberg, 26 november 1832 - Parijs, 2 oktober 1901), ook wel gespeld als Rudolph Koenig, was een Duits natuurkundige, die zich vooral verdiepte in de akoestiek. Koenig studeerde in zijn geboorteplaats, aan de universiteit van Köningsberg.
Een uitvinding van Koenig is het zichtbaar maken van geluidstrillingen met een manometrische vlam. In een gasbrander bracht hij een membraan aan, dat in trilling kon worden gebracht via een slang met een hoorn. Het membraan bracht de opgevangen trillingen over op het gas in de brander. De vlam toont vervolgens deze trillingen en wordt afwisselend korter en langer. Dit is niet met het blote oog te zien, omdat de trillingen te snel zijn. Door in een snel draaiende kubus te kijken met aan de binnenkant vier spiegelende zijden, wordt de beweging wel zichtbaar. Zo kon Koenig aantonen dat de grondtoon in een buis een lagere trilling heeft dan een boventoon. Ook kon hij de zweving zichtbaar maken als er twee tonen tegelijk aanwezig waren.
Koenig gebruikte het apparaat om de theorie van Helmholtz te bewijzen, dat elk geluid is opgebouwd uit zuivere tonen, een verschijnsel dat tegenwoordig nog steeds wordt toegepast in de Fourieranalyse.